# Limburgse vlaai

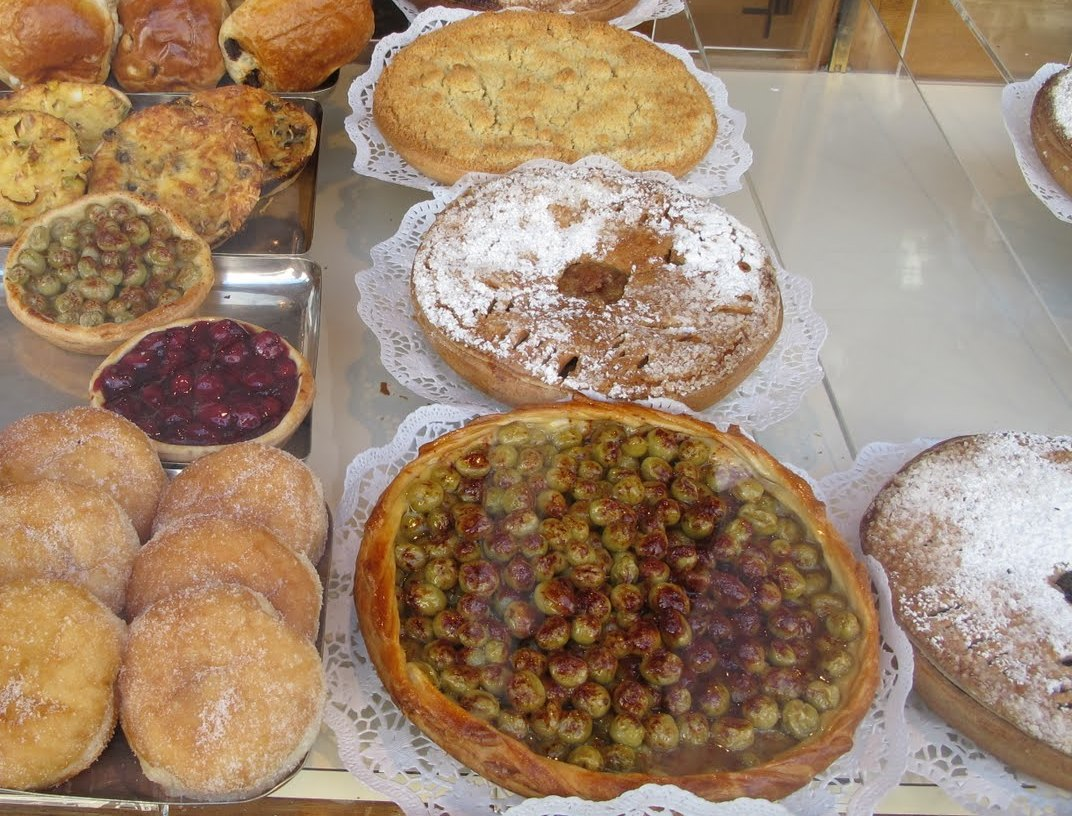
Etalage van een banketbakker in Wyck-Maastricht. In het midden van boven naar beneden: een kruimelvlaai, een 'toeslag' en een kruisbessenvlaai met kaneel. Links twee mini-vlaaitjes

Limburgse vlaai (Limburgs: vlaai, vlaoj, flaai of vla) is gebak dat traditioneel geassocieerd wordt met Belgisch- en Nederlands-Limburg. Het gebak beschouwt men elders in Nederland en België als typisch Limburgs. Het wordt vaak aangeboden bij gelegenheden waarbij men de Limburgse gastvrijheid wil benadrukken. Sinds 2024 is het een door de Europese Unie erkend streekproduct.

## Geschiedenis
Over de geschiedenis van het product vlaai is weinig met zekerheid bekend. Wel is duidelijk dat vlaaien geen specifiek Limburgs product zijn. De uit de 16e eeuw stammende Vlaaikensgang in Antwerpen bewijst dat ook daar vlaaien gebakken werden evenwel zonder het product te omschrijven.
Een van de oudste vermeldingen dateert uit de 12e eeuw. Toen Godfried III van Leuven in 1189 de stad Sint-Truiden belegerde, boden de Truienaars hem een vlaai aan die naar een oud plaatselijk recept was gebakken. Volgens een vermelding van abt Nicolaas in de kroniek van de abdij van Sint-Truiden staakte de hertog daarop het beleg.
Op het schilderij Nederlandse Spreekwoorden van Pieter Bruegel de Oude uit 1559 staat een boerderij afgebeeld met vlaaien op het dak. De uitdrukking “Daar zijn de daken met vlaaien bedekt.” betekende zoiets als: Daar is men rijk / Daar heeft men overvloed.
Het Limburgse fruitgebak was een lekkernij bij het oogstfeest op boerderijen met boomgaarden. Jacobus Craandijk beschreef in zijn Wandelingen door Nederland met pen en potlood dat in 1878 als volgt: Het eigenlijk oogstfeest heeft iets later plaats op een der volgende zondagen. Dan is op de groote tafel het nieuwe wittebrood aangerigt en de koek van tarwemeel met vruchtenmoes, die een Limburgse eigenaardigheid is en vlaai wordt genoemd.
Tot het midden van de 20e eeuw beschouwde men vlaai in Limburg als een luxeartikel, dat alleen op feestdagen ter tafel kwam. Op het platteland werd vrijwel altijd zelf gebakken, meestal in een traditioneel bakhuisje. De vlaaien werden op feestdagen (kermissen, bruiloften en communiefeesten) 's middags om een uur of vier bij de koffie geserveerd, meestal per persoon twee of drie stukken van verschillende smaak. Door de toenemende welvaart werden vlaaien na de Tweede Wereldoorlog ook steeds meer op 'gewone zondagen' gegeten, tot zelfs dagelijks naar believen.
Door het vooral in het Nederlandse Zuid-Limburg vanaf de late 19e eeuw opkomende toerisme raakte de vlaai buiten Limburg bekend. Toeristen namen een vlaai van de lokale bakker mee naar huis, als herinnering aan hun vakantie. In 1986 opende de eerste vlaaienwinkel in Amsterdam. Ook het aanbieden van vlaai door diverse supermarktketens heeft aan de popularisatie van het gebak bijgedragen.
Daarnaast heeft een onderneemster uit Weert eveneens een aandeel gehad in de verspreiding van vlaai buiten Limburg. Maria Hubertina Hendrix, ook bekend als 'Antje van de Stasie' verkocht in het begin van de 20e eeuw met verve haar 'Weerter vlaaitjes' aan treinreizigers op het station van Weert. Zo werd de vlaai een bekend gebak voor reizigers uit heel Nederland. Later waren de Weerter vlaaien ook in Nijmegen verkrijgbaar. Van de legendarische vlaaienverkoopster staat sinds 1988 een standbeeld in Weert.

## Beschrijving

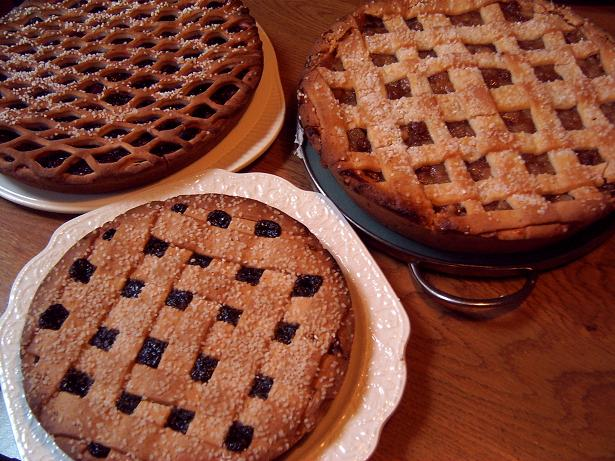
Riempjesvlaaien op vlaaischotels

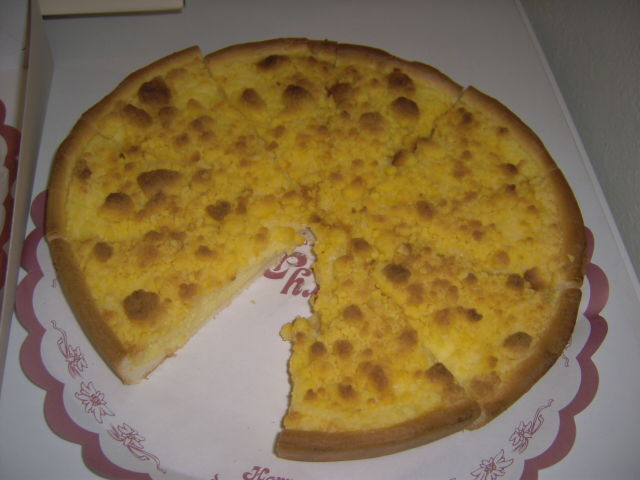
Limburgse puddingkruimelvlaai

### Karakteristieken
Een Limburgse vlaai bevat een ronde platte bodem van gistdeeg met opstaande randen met een maximale diameter van 30 centimeter. Daarbij mag de bodem maximaal 1 cm dik zijn maar voldoende stevig om als taartpunt uit de hand gegeten te worden. Vlaaien zijn wezenlijk verschillend van taart omdat de bodem van een ander soort deeg is gemaakt, meestal een zoete gistdeeg, soms ook linzen- of biscuitdeeg. Traditioneel (gegist) vlaaideeg lijkt op brooddeeg en is meestal wat zwaarder dan taartdeeg. Het kneden van het deeg (soms machinaal) kan vrij bewerkelijk zijn. Na het rijzen wordt een deegbodem in een speciale bakvorm gelegd. Deze wordt gevuld met 'spijs', meestal een vulling van al dan niet geweckte vruchten, zoals kruisbessen, kersen, pruimen, appels of abrikozen, maar ook een vulling van compote, appelmoes, pudding of rijstebrij is mogelijk. De spijs wordt soms afgedekt met een laag bladerdeeg ('toeslag'), een laag deegkruimels ('kruimelvlaai') of een raster van deeg ('ruitjes-', 'riempjes-' of 'laddervlaai'). De vlaai wordt samen met de vulling gebakken op een ijzeren bakplaat in een hete oven. Na het bakken (en afkoelen) wordt soms kaneel, poedersuiker of slagroom toegevoegd.
Vlaai wordt traditioneel gepresenteerd op een vlaaischotel van glas, aardewerk, metaal of kunststof, soms met een extra papieren onderlegger, al dan niet met ajourwerk. Vlaai wordt op kamer- of keldertemperatuur geserveerd, bij voorkeur niet op koelkasttemperatuur. Een grote vlaai wordt meestal in acht, tien of twaalf taartpuntvormige stukken gesneden (in Limburg spreekt men van 'stukken', niet van 'punten'). De wat zwaardere linzenvlaai (ook 'toert' genoemd) wordt gewoonlijk in kleinere, ruitvormige stukken gesneden. De stukken vlaai worden daarna met een vlaaischep op een gebakschoteltje gelegd met een vork erbij. Door de stevige bodem kan een stuk vlaai ook uit de hand worden gegeten, de korst het laatst.

### Klassiekers en varianten

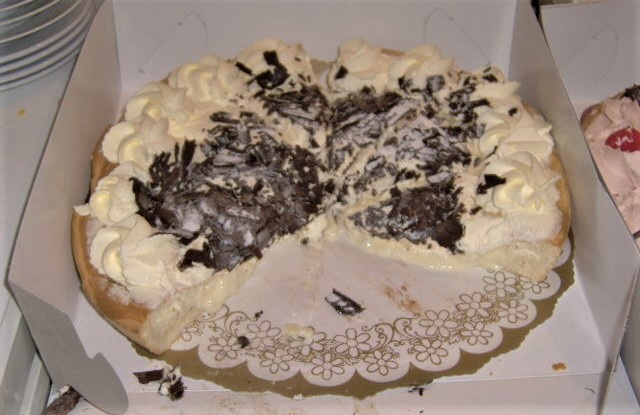
Rijstevlaai met slagroom en chocoladevlokken

Een klassieker is de rijstevlaai (riestevla of -vlaoj), die overigens ook in het Luikerland en andere regio's van Wallonië bekend is (tarte au riz). Een variant op de traditionele rijstevlaai wordt geserveerd met een laag slagroom en chocoladevlokken. Kruisbessenvlaai (krosjelevlaai in het Noorbeeks, kroonselevlaoj in het Maastrichts of staekbaerevlaaj in het Venloos) is een vlaai gevuld met kruisbessen, die soms aangevuld wordt met een stevige eiwitschuimlaag. Andere klassiekers zijn de puddingkruimelvlaai, de appeltoeslag en de abrikozen- of zwarte pruimenvlaai met een raster van deegriempjes.
Modernere varianten zijn onder andere bananen- en aardbeienvlaai. Wortelvlaai (moereflaaj) is een specialiteit uit Montfort. Andere varianten met hartige vulling worden meestal geen vlaai genoemd.
Een Limburgse vlaai is traditioneel een vlaai die geheel gebakken is zonder nadien van toeslagstoffen voorzien te zijn. Modernere varianten met bijvoorbeeld bavaroises zijn niet geheel gebakken, maar worden wel als vlaai aangeduid. Daarnaast wordt er een onderscheid gemaakt tussen hoge en lage vlaaien. In het algemeen bevatten hoge vlaaien slagroom of een andere room- of schuimlaag, terwijl lage vlaaien alleen fruit of andere spijs bevatten.

## Geografische indicatie
In 2022 hebben zowel België als Nederland, respectievelijk in het Belgisch Staatsblad en in de Nederlandse Staatscourant, de aanvraag bekendgemaakt voor registratie als geografische indicatie in de Europese Unie. De 'beschermde geografische aanduiding' houdt in dat de naam Limburgse vlaai alleen mag worden gebruikt indien hij in Limburg wordt gebakken en aan een aantal voorwaarden voldoet. De voorgestelde criteria zijn:
- Een Limburgse vlaai moet gebakken zijn binnen Belgisch of Nederlands Limburg.
- De diameter is minimum tien en maximaal dertig centimeter.
- De bodem moet gemaakt zijn van gistdeeg, is maximaal 1 cm dik maar moet stevig genoeg zijn om als taartpunt uit de hand gegeten te kunnen worden.
- Ongeacht de vulling moet de vlaai minstens 140 en maximum 1400 gram wegen.
- Per 1 kg bloem bevat het deeg minimaal 300 g vetstof, 350 g vloeistof (melk of water), 50 g suiker, 30 g gist (of een equivalent in vloeibare/droge gist) en maximaal 20 g zout. Een ei kan optioneel toegevoegd worden.
- Mogelijke vullingen zijn: fruit (geen ananas of aardbeien), rijst- of griesmeel, crème/pudding of suiker. De vullingen en toplaag worden steeds meegebakken met de vlaai.
- De vlaai mag niet diepgevroren worden na het bakken, de fruitvulling wel.

De aanvraag was een initiatief van onder anderen de Sittardse bakker Marcel Roubroeks en Peter Nulens van Bakkers Vlaanderen. Ze werd ondersteund door organisaties als Lekker Limburgs, de Nederlandse Brood en Banketbakkers Ondernemingsvereniging en de vzw Koninklijk Provinciaal Verbond der Brood- en Banketbakkers, Suikerbakkers en IJsbereiders van Limburg, alsmede de beide provincies Limburg.
In januari 2024 werd de Limburgse vlaai door de Europese commissie erkend als streekproduct.